# Нермин Вазда
Нермин Вазда (босн. Nermin Vazda, нар. 30 серпня 1967, Вишеград, СФР Югославія) — боснійський футболіст, нападник.

## Клубна кар'єра
Дорослу футбольну кар'єру розпочав 1985 року в складі ФК «Сараєво». У футболці сараєвського клубу зіграв 37 матчів та відщначився 3-ма голами в чемпіонаті Югославії. У 1989 році перейшов до складу іншого боснійського клубу, «Леотар», кольори якого захищав до 1990 року. За цей час у чемпіонаті Югославії зіграв 19 матчів та відзначився 6-ма голами. У 1990 році приєднався до сараєвського «Желєзнічара», кольори якого захищав до 1993 року.
У 1993 році переїздить до Туреччини, де підписує контракт з клубом з однойменного району Стамбула «Сариєр». У складі цієї команди дебютував у турецькій Суперлізі. Захищав кольори клубу до 1995 року, за цей час у турецькому чемпіонаті зіграв 35 матчів та відзначився 6-ма голами. У 1995—1996 роках виступав у Німеччині, в столичному «Тюркіємспорі», яка виступала в нижчих дивізіонах німецького чемпіонату й комплектувалася, в основному, за рахунок турків та німецьких футболістів турецького походження. 
У 1996 році повернувся на батьківщину, де до 1997 року захищав кольори клубу «Босна» (Високо). У 1997 року, після тривалої перерви, повернувся до складу «Желєзнічара». У сезоні 1997/98 років відзначився 19-ма голами, завдяки чому став найкращим бомбардиром чемпіонату. У 1999 році завершив кар'єру професіонального футболіста.

## Кар'єра в збірній
Дебютував у футболці національної збірної Боснії і Герцеговини 22 лютого 1997 року в поєдинку проти В'єтнаму. Загалом у складі національної збірної зіграв 4 матчі, це були товариські поєдинки в рамках Кубку Дангілла, який проходив у Малайзії.

## Досягнення
- Чемпіон Боснії і Герцеговини (1): 1997/98
- Володар Суперкубка Боснії і Герцеговини (1): 1998
- Найкращий бомбардир Чемпіонату Боснії і Герцеговини (3): 1996/97, 1997/98, 1998/99